# Logor Lepoglava
Logor Lepoglava bio je logor u Lepoglavi, kojeg su od 1943. do 1945. vodile ustaše tijekom NDH u Drugom svjetskom ratu.
Logor Lepoglava je osnovan još 1856. za vrijeme Austro-Ugarske Monarhije. Za vrijeme Kraljevine Jugoslavije služio je za držanje komunista. Banovina Hrvatska je tu zatočila radikalne hrvatske nacionaliste i komuniste. Logor smrti u Lepoglavi počeo se formirati od prosinca 1943. godine i djelovao je sve do svibnja 1945. Priča započinje dolaskom Tjelesne ustaške garde poglavnika Ante Pavelića koja je stigla u Lepoglavu kako bi ispitala mogućnost otvaranja logora.
U proljeće 1944. godine počeo je djelovati ustaški logor u Lepoglavi u kojem je prvi upravitelj bio Ljubo Miloš. Prema dosadašnjoj prikupljenoj dokumentaciji, logor je držao 4.952 zatvorenika. Na Spomen groblju napisana je imenom i prezimenom 961 žrtva, od malog djeteta do starca, među kojima je uklesano ime i dvomjesečne bebe iz Rinkovca, a s područja Lepoglave ime Rude Štefuljaka, jedine lepoglavske žrtve.
Partizani su 13. lipnja 1943. upali u logor i oslobodili 800 zarobljenika. Logor je nakon toga nastavio s radom do 1945., kada je trajno ukinut. Prilikom oslobađanja Lepoglave poginulo je 26 partizana koji su sahranjeni na grobljima u Lepoglavi, Kamenici, Klenovniku i Trakošćanu. Da su građani Lepoglave i okolice pozitivno doživjeli dolazak partizanskih snaga govori činjenica da se u Lepoglavi rasplamsao ustanak i formirane su mnoge antifašističke institucije. Tada je formirana i prva Ivanečka partizanska četa u Višnjici.
Po Vladimiru Dedijeru tamo je poginulo oko 1.300 ljudi. Logor je po Vladimiru Žerjaviću uzeo oko 1.000 žrtava. Zapovjednici lepoglavskog logora su bili Ljubo Miloš, Mirko Matijević i Nikola Gadžić.

## Poveznice
- Ustaški koncentracijski logori
- Holokaust u NDH

## Vanjske poveznice
- Lepoglava - povijest kaznionice  Arhivirana inačica izvorne stranice od 13. lipnja 2007. (Wayback Machine)